# Alberico II de Dammartin
Alberico II de Dammartin (1150 – 19 de Setembro de 1200, foi conde de Dammartin e Senhor de Lillebonne.

## Relações familiares
Foi filho de Alberico I de Dammartin e de João Basset. Casou com Mahaut de Clermont (c. 1150 - ?) filha de Reinaldo II de Clermont, conde de Clermont-en-Beauvaisis e de Clemência de Bar, de quem teve:
1. Clemência de Dammartin casou com Tiago de Saint-Omer,
2. Reinaldo de Dammartin, conde de Dammartin (1170 - ?) casou com Ida de Bolonha, condessa de Bolonha, filha de Mateus da Alsácia e de Maria de Bolonha.
3. Simão de Dammartin (1180 - 1239) conde de Aumale casou com Maria de Belleme (1199 – 1250), Senhora de Ponthieu filha de Guilherme II de Ponthieu (1178 – 6 de Outubro de 1221), conde de Ponthieu e de Adela de França ou (Alix de França) (1160 - 1221), foi filha do rei Luís VII de França, e de sua segunda esposa, Constança de Castela,
4. Inês de Dammartin casou com Guilherme I de Fiennes, Senhor de Fiennes,
5. Élis de Dammartin casou com João I de Tréveris, castelão de Tréveris,
6. Juliana de Dammartin casou com Hugo de Gournay, Senhor de Gournay.